# Psefity

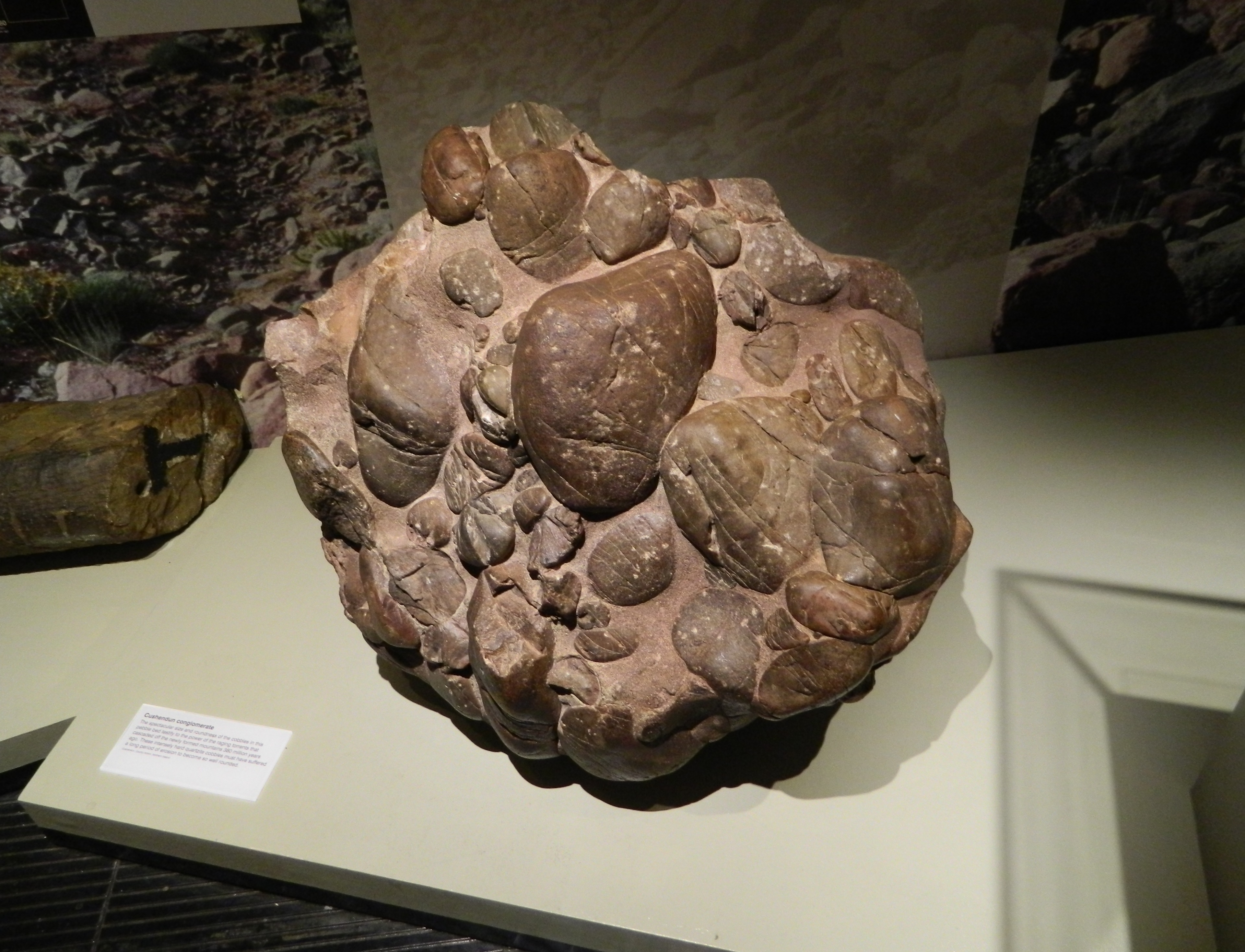
Zlepieniec

Psefity (rudyty) - luźne bądź zwięzłe skały okruchowe. Zbudowane są w przeważającej części z okruchów i otoczaków, frakcji psefitowej  (żwirowej), o średnicy ziaren powyżej 2 mm. Według klasyfikacji opartej na wielkości ziaren są to skały osadowe grubookruchowe.
Psefity reprezentowane są przez m.in.: gruz, brekcję, żwir, zlepieniec.